# Alexander Cepeda
Jefferson Alexander Cepeda Ortiz (Playón de San Francisco, Sucumbíos, 16 de junio de 1998) es un ciclista profesional ecuatoriano de ruta. Desde agosto de 2022 corre para el equipo estadounidense EF Education-EasyPost de categoría UCI WorldTeam.
Alexander es primo del también ciclista Jefferson Cepeda.Se destaca por su habilidad escaladora y por su forma de correr. 

## Palmarés
2017
- 1 etapa de la Vuelta a Nariño
- Clásica Héctor Chiles
- 2.º en el Campeonato de Ecuador Contrarreloj sub-23

2018
- Campeonato de Ecuador Contrarreloj sub-23
- 3.º en el Campeonato de Ecuador en Ruta sub-23

2019
- 2 etapas de la Vuelta a Mendoza, Argentina
- 1 etapa de la Clásica de Anapoima
- 1 etapa de la Vuelta a Antioquia
- Clásica Richard Carapaz
- Clásica de Marinilla
- 1 etapa del Tour del Porvenir
- 1 etapa del Clásico RCN
- 2.º en el Campeonato de Ecuador en Ruta
- 3.º en el Campeonato de Ecuador Contrarreloj
- 3.º en el Campeonato Panamericano en Ruta sub-23

2021
- Campeonato de Ecuador en Ruta
- Tour de Saboya, más 1 etapa

2023
- 3.º en el Campeonato de Ecuador Contrarreloj
- 3.º en el Campeonato de Ecuador en Ruta
- 1 etapa del Tour de l'Ain

2024
- Tour de l'Ain, más 1 etapa

2025
- 2.º en el Campeonato de Ecuador en Ruta

## Resultados en Grandes Vueltas y Campeonatos del Mundo
| Carrera         | Carrera         | 2020 | 2021 | 2022 | 2023 | 2024 | 2025 |
| --------------- | --------------- | ---- | ---- | ---- | ---- | ---- | ---- |
|                 | Giro de Italia  | 78.º | Ab.  | Ab.  | 53.º | 71.º | 51.º |
|                 | Tour de Francia | —    | —    | —    | —    | —    | —    |
|                 | Vuelta a España | —    | —    | —    | —    | 46.º | —    |
| Mundial en Ruta | Mundial en Ruta | —    | —    | —    | Ab.  | Ab.  | —    |

—: no participa

Ab.: abandono

## Equipos
- Team Ecuador (2017-2018)
- Coraje Carchense (2019)
- Avinal-GW-El Carmen de Viboral (2019)
- Androni Giocattoli[5] (2020-2022)[2]
  - Androni Giocattoli-Sidermec (2020-2021)
  - Drone Hopper-Androni Giocattoli (2022)
- EF Education-EasyPost (2022[3]-)